# Pollardova p-1 metoda
Pollardova p-1 metoda je algoritmus z oboru teorie čísel sloužící k rozložení složených čísel na jejich prvočíselný rozklad. Zveřejnil jej v roce 1974 britský matematik John Pollard a jedná se o algoritmus vhodný pro složená čísla, jejichž dělitel bez jedné je v nejjednodušší verzi algoritmu hladké číslo, v pokročilých verzích se od hladkosti příliš neodchyluje.
Algoritmus je užitečný pro rozkládání náhodných čísel. V kryptografických užitích (např. při použití algoritmu RSA) se s ním počítá a složená čísla se volí tak, aby byla vůči rozložení tímto algoritmem odolná.

## Nejzákladnější podoba
Jádrem algoritmu je úvaha vycházející z Malé Fermatovy věty, totiž že pro libovolné prvočíslo {\displaystyle p} a libovolné s ním nesoudělné číslo {\displaystyle a} platí
{\displaystyle a^{p-1}\equiv 1\mod {p}}, tedy {\displaystyle a^{p-1}-1\equiv 0\mod {p}}, tedy {\displaystyle p} dělí {\displaystyle a^{p-1}-1}
Tato rovnost platí i pro případ, kdy {\displaystyle p} je hledaný prvočíselný dělitel nějakého složeného čísla {\displaystyle n}. V takovém případě navíc platí, že největší společný dělitel {\displaystyle n} a {\displaystyle a^{p-1}-1} bude dělitelný {\displaystyle p} (a lze ho rychle spočítat Eukleidovým algoritmem).  A také platí, že vše výše platí i s exponentem, který není přímo {\displaystyle p-1}, ale jeho libovolný nenulový násobek. Tedy pokud bude nějaké {\displaystyle a} umocněno na {\displaystyle r=s(p-1)}, bude {\displaystyle \operatorname {NSD} \left(a^{r}-1,n\right)} dělitelné {\displaystyle p} a pravděpodobně rovno přímo {\displaystyle p}. Pro vhodnou volbu {\displaystyle r} lze tedy tím způsobem získat hodnotu {\displaystyle p}. Algoritmus dále počítá s tím, že když se vynásobí všechna malá prvočísla až do vhodné meze {\displaystyle B}, bude (pro náhodné dělitele) s nemalou pravděpodobností {\displaystyle p-1} skutečně B-hladké.

## Rozšířená verze
Rozšířené verze algoritmu jednak počítají nejen s prvočísly do meze {\displaystyle B}, ale i s jejich mocninami do dané meze, jednak se pak přidává pronásobení exponentu jednotlivými prvočísly nad mez pro případ, že {\displaystyle p-1} bylo skoro B-hladké - totiž že by mělo jako dělitele samé mocniny prvočísel menší než B a kromě nich jen jedno prvočíslo jen trochu větší než B. 
Pronásobování jednotlivými exponenty přitom lze provádět poměrně efektivně. Je-li spočítáno {\displaystyle b^{p_{i}}} a je potřeba zjistit {\displaystyle b^{p_{i+1}}}, lze je spočítat vzorcem
{\displaystyle b^{p_{i+1}}=b^{p_{i}}\cdot b^{p_{i+1}-p_{i}}}
Rozdíl {\displaystyle d_{i}=p_{i}-p_{i+1}} je přitom poměrně malý, takže má krátké vyjádření v dvojkové soustavě {\displaystyle d_{i}=\sum _{j=0}^{k}2^{t_{j}}} a potom tedy
{\displaystyle b^{p_{i+1}}=b^{p_{i}}\cdot \prod _{j=0}^{k}b^{2^{t_{j}}}}
Hodnoty {\displaystyle b} umocněné na mocniny dvou lze přitom mít předpočítané v tabulce a místo mocnění lze tedy změnu velkého prvočísla v exponentu realizovat rychlejším násobením.

## Složitost
Algoritmus má v nejhorším případě exponenciální časovou složitost, ovšem vhodný typ dělitelů dokáže najít velmi rychle.